# 福田晶平
福田 晶平（ふくだ しょうへい ）は構成作家・脚本家。山口大学人文学部卒業。島根県浜田市出身。

## テレビ
- ワンワンパッコロ!キャラともワールド（NHK BSプレミアム）- 脚本
- みんな集まれ!こどもうたまつり（Eテレ）-構成
- さしこのくせに（TBS） - 構成
- ガラスの仮面ですがZ（TwellV） - 脚本
- 甲殻不動戦記 ロボサン（テレビ東京）- 脚本
- 銀の劇プレ（tvk）- 協力
- また来てマチ子の、恋はもうたくさんよ（tvk） - 脚本
- 決してマネしないでください。（NHK総合）- 脚本
- 東京怪奇酒（テレビ東京）-脚本
- 吉祥寺ルーザーズ（テレビ東京）-脚本
- ワタシってサバサバしてるから（シーズン１/２）（NHK）-脚本
- 笑うマトリョーシカ（TBS）-脚本
- ジョフウ 〜女性に××××って必要ですか?〜 （テレビ東京）-脚本

## 映画
- HiGH&LOW THE MOVIE 2 / END OF SKY（脚本）
- HiGH&LOW THE MOVIE 3 / FINAL MISSION（脚本）
- DTC -湯けむり純情篇- from HiGH&LOW（脚本）
- 私がモテてどうすんだ（脚本）
- 実写「おそ松さん」（協力）
- ゼンブ・オブ・トーキョー（脚本）

## ネット
- 鷹の爪.jp（脚本協力）
- HiGH&LOW THE DTC（脚本）
- ICEBOX×THE RAMPAGE コラボwebCM（脚本）

## ラジオ
- 日本生命 presents 「パートナーズ！～私と僕の明日物語～」（Tokyo FM）- 脚本

## DVD
- ハイキングウォーキング単独ライブ「根斗百烈拳」（構成）
- ハイキングウォーキング単独ライブ「根斗百烈拳2」（構成）
- ハイキングウォーキング単独ライブ「根斗百烈拳3」（構成）
- 平成ノブシコブシ単独ライブ「御コント～今宵の主役はどっちだ？～」（構成）
- 平成ノブシコブシ単独ライブ「御コント～徳井健太が滅！～」（構成）
- 「ラ★ゴリスターズDVD’09」（構成）

## 舞台
†劇団プレステージ †
| 公演タイトル                                             | 公演期間                 | 脚本/演出                       | 会場           |
| -------------------------------------------------------- | ------------------------ | ------------------------------- | -------------- |
| マフィアは電柱の根元に葉巻を置いたか？                   | 2010年3月17日 - 3月22日  | 福田晶平/小林章一               | 千本桜ホール   |
| サイキックフライト～頑張る７人のエスパーとあと２、３人～ | 2011年04月28日 - 05月8日 | 福田晶平/福島カツシゲ           | 千本桜ホール   |
| トーキョー・タイム・パラドクス                           | 2013年8月13日 - 8月18日  | 福田晶平/今井隆文               | 千本桜ホール   |
| ボーンヘッド・ボーンヘッダー                             | 2014年4月18日 - 4月29日  | 福田晶平/ほさかよう（空想組曲） | CBGKシブゲキ!! |

† 神保町花月 †
| 公演タイトル                                                       | 公演期間                  | 脚本/演出                               |
| ------------------------------------------------------------------ | ------------------------- | --------------------------------------- |
| 雨プラネット砂ハート                                               | 2010年3月30日 - 4月4日    | 福田晶平/足立拓也（マシンガンデニーロ） |
| 不器用な超能力者（エスパー）、北へ                                 | 2010年12月7日 - 12月12日  | 福田晶平/浅野泰徳                       |
| ミッシング･タイム～奇抜探偵･四条司の堂々たる推理～                 | 2011年3月1日-3月6日       | 福田晶平/足立拓也（マシンガンデニーロ） |
| 哀しみが少し癒えたら～奇抜探偵･四条司の絢爛たる誕生～              | 2011年6月7日-6月12日      | 福田晶平/足立拓也（マシンガンデニーロ） |
| 踊る脳事件～奇抜探偵･四条司の苛烈なる雪辱～                        | 2011年9月20日-9月25日     | 福田晶平/足立拓也（マシンガンデニーロ） |
| 電柱の根元における葉巻の存在証明                                   | 2011年11月30日-12月4日    | 福田晶平/山下哲也                       |
| ソング・グッドバイ～助手・田村宗助 別れの挨拶～                    | 2012年3月13日 - 3月18日   | 福田晶平/足立拓也（マシンガンデニーロ） |
| 限・界・密・室！                                                   | 2012年7月10日 - 7月15日   | 福田晶平/三橋潔（ナルペクト）           |
| サカサマ島綺譚～奇抜探偵・四条司の静謐なる思考～                   | 2013年3月6日 - 3月12日    | 福田晶平/足立拓也（マシンガンデニーロ） |
| ピクニック                                                         | 2013年8月20日 - 8月26日   | 福田晶平/押見泰憲（犬の心）             |
| 過剰殺傷夜(オーバーキル・ナイト)～奇抜探偵・四条司の茫漠たる予感～ | 2013年9月18日 - 9月23日   | 福田晶平/足立拓也（マシンガンデニーロ） |
| ロシュ・リミット～奇抜探偵・四条司の婉然たる面影～                 | 2014年7月11日 ‐ 7月17日   | 福田晶平/足立拓也（マシンガンデニーロ） |
| 駒音ランデヴー！                                                   | 2015年11月3日 - 11月7日   | 福田晶平/山下哲也                       |
| さよなら、ムーン                                                   | 2016年5月24日 - 5月28日   | 福田晶平/浅野泰徳                       |
| 昨日の君は、僕だけの君だった                                       | 2016年8月11日 - 8月14日   | 福田晶平/白坂英晃 原作：藤石波矢        |
| ホラーの天使 ～Another Story～                                     | 2016年11月15日 - 11月19日 | 福田晶平/西山雅之 原作：長江俊和        |
| 街。駆ける英雄。ありがとう、そして死ね！                           | 2017年3月29日 - 4月2日    | 福田晶平/山下哲也                       |
| 動くな。                                                           | 2017年6月2日 - 6月4日     | 福田晶平/浅野泰徳                       |
| 絶対に父さんを殺させはしない！                                     | 2017年7月21日 - 7月23日   | 福田晶平/押見泰憲（犬の心）             |
| 愛にすべてを～奇抜探偵・四条司の靉靆たる記憶～                     | 2017年11月10日 - 11月12日 | 福田晶平/足立拓也（マシンガンデニーロ） |
| 幻影かもしれない                                                   | 2018年5月24日 - 5月27日   | 福田晶平/足立拓也（マシンガンデニーロ） |
| アルセーヌ・ルパン対シャーロック・ホームズ～青いダイヤモンド～     | 2018年12月13日 - 12月16日 | 福田晶平/足立拓也（マシンガンデニーロ） |
| アルセーヌ・ルパン対シャーロック・ホームズ～黄金のキメラ～         | 2019年3月15日 - 3月17日   | 福田晶平/足立拓也（マシンガンデニーロ） |

コントライブ「作家福田責任重大ライブ」（脚本・演出・映像製作）
| 公演タイトル | 公演期間                | 出演者 |
| ------------ | ----------------------- | --- |
| 巨人         | 2008年9月23日 - 9月24日 | カリカ カラテカ入江 ザ・パンチ 犬の心 ノンスモーキン オコチャ セブンbyセブン しずる                                                    |
| 大人         | 2009年9月17日-9月18日   | カリカ カラテカ デッカチャン ハイキングウォーキング ポテト少年団 平成ノブシコブシ セブンbyセブン ライス ゆったり感                     |
| 人形が笑う日 | 2012年12月18日          | マンボウやしろ ハイキングウォーキング デッカチャン ザ・パンチ 犬の心 オコチャ ピクニック シューレスジョー 囲碁将棋 水上拓郎 ゆったり感 |

† [Blue Print] †
| 公演タイトル | 公演期間                  | 脚本/脚色・演出          | 会場                 |
| ------------ | ------------------------- | ------------------------ | -------------------- |
| 死神パレード | 2012年12月12日 - 12月16日 | 福田晶平/大関真(劇団SET) | 浅草橋アドリブ小劇場 |

† [Red Print] †
| 公演タイトル                                 | 公演期間                  | 脚本/脚色・演出          | 会場                 |
| -------------------------------------------- | ------------------------- | ------------------------ | -------------------- |
| 死神パレード                                 | 2014年9月19日 - 9月23日   | 福田晶平/大関真(劇団SET) | 新宿シアターブラッツ |
| Friday Night Showdown ～女は全てを曝けだす～ | 2015年12月16日 - 12月20日 | 福田晶平/大関真(劇団SET) | 新宿村LIVE           |

## 書籍
- 入江慎也著「カラテカ入江のコンパライフ『女子もう帰っちゃうの？』」（協力）
- 有村昆著「スゴ過ぎる！おバカ映画の世界」（協力）

## その他
- ケツメイシ「【アドベンチアーズ】KTM TOUR 2015　シモネティーナと4人の賢者～失われた聖水を取り戻せ～」（脚本協力）